# Allocnemis pauli
Allocnemis pauli – gatunek ważki z rodziny pióronogowatych (Platycnemididae). Występuje w Afryce Subsaharyjskiej – od zachodniej Kenii i Ugandy po Gabon i północną Angolę.